# Bana (zanger)
Bana, de artiestennaam voor Adriano Gonçalves (Mindelo, 5 maart 1932 – Loures Portugal, 13 juli 2013) was een Kaapverdische ballade-zanger en een vertolker van de morna-stijl. Bana werd de koning van de morna genoemd.
Bana begon zijn muzikale carrière tijdens de Portugese koloniale overheersing, toen hij werkte als chauffeur, klusjesman en lijfwacht (Bana was ruim 2 meter lang) voor de Kaapverdiaanse componist en performer B. Leza, de artiestennaam voor Francisco Xavier da Cruz.
Bana verhuisde later naar Europa. Hij woonde enige tijd in Rotterdam en Parijs en daarna in Lissabon. In Rotterdam speelde Bana in de jaren 1960 mee in de band Voz de Cabo Verde.
Bana heeft een rol gespeeld bij de ontdekking en doorbraak van Cesária Évora. Évora begon in 1985 op te treden in Bana's restaurant in Lissabon. José da Silva zag haar optreden in Lissabon en contracteerde haar voor zijn nieuwe platenlabel Lusafrica.
Bana overleed op 81-jarige leeftijd aan een hartaanval in Portugal.

## Discografie
Bana bracht in zijn loopbaan tientallen albums uit. Hij werkte mee aan twee singles en nam meer dan vijftig albums en lp's op.

### Singles
- De Bes
- Badiu di Fora

### Albums
- Acaba Comigo
- Camin de Maderalzim
- Mostero Nha Tentação
- Teresa
- Bana e sua Orchestra
- Pilon Iletrico
- Maria Barba e Tunga Tunguinha
- Bana - A Voz de Ouro - Mornas
- Ganha Gasta
- Pensamento e Segredo
- Nha Terra
- 1968 A Paris
- Rotcha-Nu
- Bana Canta a Magia Cabo Verde
- Merecimento De Mãe
- Contratempo
- Cidália
- Miss unido
- Êxitos de Bana e Voz de Cabo Verde
- A Voz de Ouro - Coladeras
- As Melhores Mornas de sempre
- 1969 Recordano
- Morabeza
- O Encanto de Cabo Verde
- Gardénia
- Dor di nha dor
- Grito D'Povo
- Avenida Marginal
- Solidão
- Gira Sol
- Mandamentos / Sodad II
- Perseguida
- Bana, as Melhores Coladeiras de sempre
- Bana - A Voz de Cabo Verde
- Bana - ao Vivo no Coliséu
- Livro Infinito
- Fado
- Mornas Inesqueciveis
- Canto de Amores
- Bana e Amigos
- Mornas e Coladeiras